# Tivadar (település)
Tivadar község az Észak-Alföldi régióban, Szabolcs-Szatmár-Bereg vármegyében, a Fehérgyarmati járásban.

## Fekvése
A Bereg kapujában, a megye keleti felében helyezkedik el, a Tisza jobb partján (bár a közigazgatási területének egy kis része átlóg a bal parti oldalra is). A térség fontosabb települései közül Fehérgyarmat 11, Beregsurány 9,5, Gulács és Tarpa 5–5, a folyó átellenes partján fekvő Kisar pedig alig 1 kilométer távolságra található.
A közvetlen szomszédos települések: észak felől Tarpa, kelet felől Nagyar, dél felől Kisar, nyugat felől pedig Gulács.

### Megközelítése
Közúton Kisar, illetve Tarpa felől a 4127-es, Gulács felől a 4126-os úton érhető el.
Az ország távolabbi részei felől vagy a 41-es főútról, Vásárosnamény irányából, vagy a 491-es főútról, Fehérgyarmaton keresztül közelíthető meg.
A közúti tömegközlekedést a Volánbusz autóbuszai végzik.
A Tivadar és Kisar közötti Tisza-híd a szatmári és a beregi részek között biztosít kapcsolatot.
Vasútvonal nem érinti a települést. A legközelebbi vasúti csatlakozási lehetőséget a MÁV 113-as számú Nyíregyháza–Mátészalka–Zajta-vasútvonalának Fehérgyarmat vasútállomása kínálja, mintegy 11 kilométerre délre.

## Története
Tivadar neve a pápai tizedjegyzékben, 1333-ban tűnt fel először.
A XIV. században már virágzó település volt, a Gulácsi család tulajdonában.
1428-ban a Petneházi, 1435-ben a Jármi család is birtokos volt a településen.
1551-ben királyi adományként Oroszi Demeter is tulajdonrészt kapott. 1566-ban a törökök tatár segédcsapatai elpusztították a falut. 1599-ben albesi Zólyomi Miklós erdélyi fejedelmi tanácsos szerzett birtokrészt csere útján.
1600–1676 között több birtokosát is feljegyezték.
1800-ban többek között a Kölcsei, Szarka, Vincze, Gacsályi, Matolcsi családoknak volt itt nagyobb birtoka.

## Közélete

### Polgármesterei
- 1990–1994: Danó Sándor (független)[3]
- 1994–1998: Id. Danó Sándor (független)[4]
- 1998–2002: Dobos Lajosné (független)[5]
- 2002–2006: Ifj. Danó Sándor (független)[6]
- 2006–2010: Ifj. Danó Sándor (független)[7]
- 2010–2014: Danó Sándor (független)[8]
- 2014–2019: Danó Sándor (Fidesz-KDNP)[9]
- 2019–2024: Danó Sándor (Fidesz-KDNP)[10]
- 2024– : Danó Sándor (Fidesz-KDNP)[1]

A helyi önkormányzat címe: 4921 Tivadar, Petőfi u. 65., telefon- és faxszáma: (45) 702-375; e-mail címe: k8160@koznet.hu, hivatalos honlapja: www.tivadar.hu. [A felsorolt adatok némelyike elavult lehet, szükség esetén pontosításra szorulhat.]

## Népesség
A kistelepülés népességének változása:
| Lakosok száma | 167  | 176  | 174  | 159  | 166  | 168  | 166  |
|               | 2013 | 2014 | 2015 | 2021 | 2022 | 2023 | 2024 |

2001-ben a község lakosságának közel 100%-a magyar nemzetiségűnek vallotta magát.
A 2011-es népszámlálás során a lakosok 98,2%-a magyarnak, 1,8% németnek mondta magát (1,8% nem nyilatkozott; a kettős identitások miatt a végösszeg nagyobb lehet 100%-nál). A vallási megoszlás a következő volt: római katolikus 3,5%, református 90%, görögkatolikus 0,6%, evangélikus 0,6%, felekezeten kívüli 2,4% (1,8% nem válaszolt).
2022-ben a lakosság 94,6%-a vallotta magát magyarnak, 2,4% németnek, 0,6% ukránnak, 0,6% románnak, 2,4% egyéb, nem hazai nemzetiségűnek (5,4% nem nyilatkozott; a kettős identitások miatt a végösszeg nagyobb lehet 100%-nál). Vallásuk szerint 3,6% volt római katolikus, 73,5% református, 1,8% görög katolikus, 3,6% felekezeten kívüli (17,5% nem válaszolt).

## Vallás
A 2001-es népszámlálás alapján a település lakosainak többsége, kb. 93% református vallású. Római katolikus kb. 2,5%, görögkatolikus kb. 1,5%, míg más egyházhoz, felekezethez tartozik kb. 1,5%. Nem vallásos, vagy nem tartozik felekezethez, egyházhoz kb. 1,5%.

### Református egyház
A Tiszántúli Református Egyházkerület (püspökség) Szabolcs-Beregi Református Egyházmegyéjéhez (esperesség) tartozik. Önálló anyaegyházközség.

### Római katolikus egyház
A Debrecen-Nyíregyházi egyházmegye (püspökség) Szabolcsi Főesperességéhez tartozik. Nem rendelkezik önálló plébániával.

## Természeti értékek
- A Tisza folyó és árterülete a Szatmár-Beregi Tájvédelmi Körzet része.
- Tiszavirágzás
- A Nemzetközi Tisza-túra egyik állomása a falu.
- A település a szatmár-beregi szilvaút egyik állomása.

## Nevezetességei
- Református templom: Műemlék jellegű, 1797-ben épült. Tornyát 1930-ban emelték. Copf stílusú berendezése a 18. század végén készült el.
- Református harangtorony: 1757-ben épült.
- Árvízi emlékmű: 1994-ben készült, az 1947. évi árvíz emlékére.
- Világháborús emlékmű és millenniumi emlékoszlop.

## Külső hivatkozások
- Tivadar honlapja
- Tivadar térképe Archiválva 2009. szeptember 5-i dátummal a Wayback Machine-ben
- Tivadar az utazom.com honlapján